# 2017-es Formula–1 monacói nagydíj
A monacói nagydíj volt a 2017-es Formula–1 világbajnokság hatodik futama, amelyet 2017. május 25. és május 28. között rendeztek meg a monacói városi pályán, Monte-Carlóban.
A futamon nem vett részt Fernando Alonso, aki az Indianapolisi 500 versenyén állt rajthoz, így a monacói futamon Jenson Button helyettesítette a McLarennél.

## Választható keverékek
| Abroncs            | Friss | Használt |
| ------------------ | ----- | -------- |
| Lágy keverék       |       |          |
| Szuperlágy keverék |       |          |
| Ultralágy keverék  |       |          |
| Átmeneti esőgumi   |       |          |
| Teljes esőgumi     |       |          |

## Szabadedzések

### Első szabadedzés
A monacói nagydíj első szabadedzését május 25-én, csütörtökön délelőtt tartották.
| helyezés | versenyző         | csapat/motor         | elért idő  | különbség | futott kör |
| -------- | ----------------- | -------------------- | ---------- | --------- | ---------- |
| 1        | Lewis Hamilton    | Mercedes             | 1:13,425   | −         | 40         |
| 2        | Sebastian Vettel  | Ferrari              | 1:13,621   | +0,196    | 34         |
| 3        | Max Verstappen    | Red Bull-TAG Heuer   | 1:13,771   | +0,346    | 32         |
| 4        | Valtteri Bottas   | Mercedes             | 1:13,791   | +0,366    | 40         |
| 5        | Daniel Ricciardo  | Red Bull-TAG Heuer   | 1:13,854   | +0,429    | 45         |
| 6        | Danyiil Kvjat     | Toro Rosso-Renault   | 1:14,111   | +0,686    | 42         |
| 7        | Kimi Räikkönen    | Ferrari              | 1:14,164   | +0,739    | 37         |
| 8        | Sergio Pérez      | Force India-Mercedes | 1:14,201   | +0,776    | 32         |
| 9        | Carlos Sainz Jr.  | Toro Rosso-Renault   | 1:14,333   | +0,908    | 39         |
| 10       | Esteban Ocon      | Force India-Mercedes | 1:14,425   | +1,000    | 39         |
| 11       | Felipe Massa      | Williams-Mercedes    | 1:14,617   | +1,192    | 37         |
| 12       | Stoffel Vandoorne | McLaren-Honda        | 1:14,813   | +1,388    | 38         |
| 13       | Kevin Magnussen   | Haas-Ferrari         | 1:14,870   | +1,445    | 34         |
| 14       | Jenson Button     | McLaren-Honda        | 1:14,954   | +1,529    | 35         |
| 15       | Romain Grosjean   | Haas-Ferrari         | 1:15,321   | +1,896    | 33         |
| 16       | Lance Stroll      | Williams-Mercedes    | 1:15,595   | +2,170    | 44         |
| 17       | Jolyon Palmer     | Renault              | 1:15,949   | +2,524    | 42         |
| 18       | Pascal Wehrlein   | Sauber-Ferrari       | 1:16,258   | +2,833    | 33         |
| 19       | Nico Hülkenberg   | Renault              | idő nélkül | –         | 3          |
| 20       | Marcus Ericsson   | Sauber-Ferrari       | idő nélkül | –         | 3          |

### Második szabadedzés
A monacói nagydíj második szabadedzését május 25-én, csütörtökön délután tartották.
| helyezés | versenyző         | csapat/motor         | elért idő | különbség | futott kör |
| -------- | ----------------- | -------------------- | --------- | --------- | ---------- |
| 1        | Sebastian Vettel  | Ferrari              | 1:12,720  | −         | 38         |
| 2        | Daniel Ricciardo  | Red Bull-TAG Heuer   | 1:13,207  | +0,487    | 35         |
| 3        | Kimi Räikkönen    | Ferrari              | 1:13,283  | +0,563    | 46         |
| 4        | Danyiil Kvjat     | Toro Rosso-Renault   | 1:13,331  | +0,611    | 41         |
| 5        | Carlos Sainz Jr.  | Toro Rosso-Renault   | 1:13,400  | +0,680    | 43         |
| 6        | Max Verstappen    | Red Bull-TAG Heuer   | 1:13,486  | +0,766    | 36         |
| 7        | Sergio Pérez      | Force India-Mercedes | 1:13,799  | +1,079    | 45         |
| 8        | Lewis Hamilton    | Mercedes             | 1:13,873  | +1,153    | 31         |
| 9        | Kevin Magnussen   | Haas-Ferrari         | 1:13,890  | +1,170    | 46         |
| 10       | Valtteri Bottas   | Mercedes             | 1:13,902  | +1,182    | 39         |
| 11       | Stoffel Vandoorne | McLaren-Honda        | 1:13,946  | +1,226    | 42         |
| 12       | Jenson Button     | McLaren-Honda        | 1:13,981  | +1,261    | 37         |
| 13       | Felipe Massa      | Williams-Mercedes    | 1:14,003  | +1,283    | 46         |
| 14       | Romain Grosjean   | Haas-Ferrari         | 1:14,022  | +1,302    | 44         |
| 15       | Esteban Ocon      | Force India-Mercedes | 1:14,093  | +1,373    | 47         |
| 16       | Lance Stroll      | Williams-Mercedes    | 1:14,474  | +1,754    | 27         |
| 17       | Nico Hülkenberg   | Renault              | 1:14,870  | +2,150    | 41         |
| 18       | Jolyon Palmer     | Renault              | 1:15,616  | +2,896    | 8          |
| 19       | Marcus Ericsson   | Sauber-Ferrari       | 1:15,691  | +2,971    | 32         |
| 20       | Pascal Wehrlein   | Sauber-Ferrari       | 1:15,695  | +2,975    | 37         |

### Harmadik szabadedzés
A monacói nagydíj harmadik szabadedzését május 27-én, szombaton délelőtt tartották.
| helyezés | versenyző         | csapat/motor         | elért idő | különbség | futott kör |
| -------- | ----------------- | -------------------- | --------- | --------- | ---------- |
| 1        | Sebastian Vettel  | Ferrari              | 1:12,395  | −         | 23         |
| 2        | Kimi Räikkönen    | Ferrari              | 1:12,740  | +0,345    | 26         |
| 3        | Valtteri Bottas   | Mercedes             | 1:12,830  | +0,435    | 29         |
| 4        | Max Verstappen    | Red Bull-TAG Heuer   | 1:12,940  | +0,545    | 27         |
| 5        | Lewis Hamilton    | Mercedes             | 1:13,230  | +0,835    | 27         |
| 6        | Daniel Ricciardo  | Red Bull-TAG Heuer   | 1:13,392  | +0,997    | 24         |
| 7        | Carlos Sainz Jr.  | Toro Rosso-Renault   | 1:13,400  | +1,005    | 27         |
| 8        | Danyiil Kvjat     | Toro Rosso-Renault   | 1:13,563  | +1,168    | 23         |
| 9        | Kevin Magnussen   | Haas-Ferrari         | 1:13,596  | +1,201    | 21         |
| 10       | Stoffel Vandoorne | McLaren-Honda        | 1:13,805  | +1,410    | 21         |
| 11       | Sergio Pérez      | Force India-Mercedes | 1:13,936  | +1,541    | 23         |
| 12       | Jenson Button     | McLaren-Honda        | 1:13,976  | +1,581    | 26         |
| 13       | Esteban Ocon      | Force India-Mercedes | 1:14,072  | +1,677    | 21         |
| 14       | Felipe Massa      | Williams-Mercedes    | 1:14,072  | +1,677    | 28         |
| 15       | Nico Hülkenberg   | Renault              | 1:14,283  | +1,888    | 24         |
| 16       | Romain Grosjean   | Haas-Ferrari         | 1:14,547  | +2,152    | 23         |
| 17       | Lance Stroll      | Williams-Mercedes    | 1:14,675  | +2,280    | 35         |
| 18       | Jolyon Palmer     | Renault              | 1:15,164  | +2,769    | 25         |
| 19       | Pascal Wehrlein   | Sauber-Ferrari       | 1:15,291  | +2,896    | 29         |
| 20       | Marcus Ericsson   | Sauber-Ferrari       | 1:15,863  | +3,468    | 26         |

## Időmérő edzés
A monacói nagydíj időmérő edzését május 27-én, szombaton futották.
| helyezés              | rajtszám | versenyző         | csapat/motor         | 1. rész  | 2. rész  | 3. rész    | rajthely   | futott kör |
| --------------------- | -------- | ----------------- | -------------------- | -------- | -------- | ---------- | ---------- | ---------- |
| 1                     | 7        | Kimi Räikkönen    | Ferrari              | 1:13,117 | 1:12,231 | 1:12,178   | 1          | 23         |
| 2                     | 5        | Sebastian Vettel  | Ferrari              | 1:13,090 | 1:12,449 | 1:12,221   | 2          | 23         |
| 3                     | 77       | Valtteri Bottas   | Mercedes             | 1:13,325 | 1:12,901 | 1:12,223   | 3          | 30         |
| 4                     | 33       | Max Verstappen    | Red Bull-TAG Heuer   | 1:13,078 | 1:12,697 | 1:12,496   | 4          | 24         |
| 5                     | 3        | Daniel Ricciardo  | Red Bull-TAG Heuer   | 1:13,219 | 1:13,011 | 1:12,998   | 5          | 21         |
| 6                     | 55       | Carlos Sainz Jr.  | Toro Rosso-Renault   | 1:13,526 | 1:13,397 | 1:13,162   | 6          | 30         |
| 7                     | 11       | Sergio Pérez      | Force India-Mercedes | 1:13,530 | 1:13,430 | 1:13,329   | 7          | 23         |
| 8                     | 8        | Romain Grosjean   | Haas-Ferrari         | 1:13,786 | 1:13,203 | 1:13,349   | 8          | 29         |
| 9                     | 22       | Jenson Button     | McLaren-Honda        | 1:13,723 | 1:13,453 | 1:13,613   | boxutca[1] | 27         |
| 10                    | 2        | Stoffel Vandoorne | McLaren-Honda        | 1:13,476 | 1:13,249 | idő nélkül | 12[2]      | 20         |
| 11                    | 26       | Danyiil Kvjat     | Toro Rosso-Renault   | 1:13,899 | 1:13,516 |            | 9          | 19         |
| 12                    | 27       | Nico Hülkenberg   | Renault              | 1:13,787 | 1:13,628 |            | 10         | 21         |
| 13                    | 20       | Kevin Magnussen   | Haas-Ferrari         | 1:13,531 | 1:13,959 |            | 11         | 20         |
| 14                    | 44       | Lewis Hamilton    | Mercedes             | 1:13,640 | 1:14,106 |            | 13         | 18         |
| 15                    | 19       | Felipe Massa      | Williams-Mercedes    | 1:13,796 | 1:20,529 |            | 14         | 20         |
| 16                    | 31       | Esteban Ocon      | Force India-Mercedes | 1:14,101 |          |            | 15         | 7          |
| 17                    | 30       | Jolyon Palmer     | Renault              | 1:14,696 |          |            | 16         | 11         |
| 18                    | 18       | Lance Stroll      | Williams-Mercedes    | 1:14,893 |          |            | 17         | 7          |
| 19                    | 94       | Pascal Wehrlein   | Sauber-Ferrari       | 1:15,159 |          |            | 18         | 11         |
| 20                    | 9        | Marcus Ericsson   | Sauber-Ferrari       | 1:15,276 |          |            | 19         | 11         |
| 107%-os idő: 1:18,193 |          |                   |                      |          |          |            |            |            |

Megjegyzés:
- ↑ 1:  — Jenson Button autójába a szezon folyamán az 5. turbófeltöltőt valamint az 5. MGU-H-t kellett beszerelni, ezzel pedig túllépte az éves keretet (maximálisan 4 erőforráselem/év), ezért összesen 15 (10+5) rajthelyes büntetést kapott, ezzel pedig az utolsó, 20. rajthely lett volna az övé,[5] azonban az időmérő edzés után a beállításokat is megváltoztatták az autójában, így a boxutcából kellett elrajtolnia.[6]
- ↑ 2:  — Stoffel Vandoorne az előző nagydíjon történt baleset okozásáért 3 rajthelyes büntetést kapott erre a futamra.[7]

## Futam
A monacói nagydíj futama május 28-án, vasárnap rajtolt.
| helyezés | rajtszám | versenyző         | csapat/motor         | futott kör | idő/kiesés oka   | rajthely | abroncs | pont |
| -------- | -------- | ----------------- | -------------------- | ---------- | ---------------- | -------- | ------- | ---- |
| 1        | 5        | Sebastian Vettel  | Ferrari              | 78         | 1:44:44,340      | 2        |         | 25   |
| 2        | 7        | Kimi Räikkönen    | Ferrari              | 78         | +3,145           | 1        |         | 18   |
| 3        | 3        | Daniel Ricciardo  | Red Bull-TAG Heuer   | 78         | +3,745           | 5        |         | 15   |
| 4        | 77       | Valtteri Bottas   | Mercedes             | 78         | +5,517           | 3        |         | 12   |
| 5        | 33       | Max Verstappen    | Red Bull-TAG Heuer   | 78         | +6,199           | 4        |         | 10   |
| 6        | 55       | Carlos Sainz Jr.  | Toro Rosso-Renault   | 78         | +12,038          | 6        |         | 8    |
| 7        | 44       | Lewis Hamilton    | Mercedes             | 78         | +15,801          | 13       |         | 6    |
| 8        | 8        | Romain Grosjean   | Haas-Ferrari         | 78         | +18,150          | 8        |         | 4    |
| 9        | 19       | Felipe Massa      | Williams-Mercedes    | 78         | +19,445          | 14       |         | 2    |
| 10       | 20       | Kevin Magnussen   | Haas-Ferrari         | 78         | +21,443          | 11       |         | 1    |
| 11       | 30       | Jolyon Palmer     | Renault              | 78         | +22,737          | 16       |         |      |
| 12       | 31       | Esteban Ocon      | Force India-Mercedes | 78         | +23,725          | 15       |         |      |
| 13       | 11       | Sergio Pérez      | Force India-Mercedes | 78         | +49,089          | 7        |         |      |
| 14[1]    | 26       | Danyiil Kvjat     | Toro Rosso-Renault   | 71         | baleseti sérülés | 9        |         |      |
| 15[1]    | 18       | Lance Stroll      | Williams-Mercedes    | 71         | fékek            | 17       |         |      |
| ki       | 2        | Stoffel Vandoorne | McLaren-Honda        | 66         | baleset          | 12       |         |      |
| ki       | 9        | Marcus Ericsson   | Sauber-Ferrari       | 63         | baleset          | 19       |         |      |
| ki       | 22       | Jenson Button     | McLaren-Honda        | 57         | baleseti sérülés | boxutca  |         |      |
| ki       | 94       | Pascal Wehrlein   | Sauber-Ferrari       | 57         | baleset          | 18       |         |      |
| ki       | 27       | Nico Hülkenberg   | Renault              | 15         | sebességváltó    | 10       |         |      |

Megjegyzés:
- ↑ 1:  — Danyiil Kvjat és Lance Stroll nem fejezték be a versenyt, de helyezésüket értékelték, mert teljesítették a versenytáv több, mint 90%-át.

## A világbajnokság állása a verseny után
| H   | Versenyzők       | Pont | H   | Konstruktőrök        | Pont |
| --- | ---------------- | ---- | --- | -------------------- | ---- |
| 1.  | Sebastian Vettel | 129  | 1.  | Ferrari              | 196  |
| 2.  | Lewis Hamilton   | 104  | 2.  | Mercedes             | 179  |
| 3.  | Valtteri Bottas  | 75   | 3.  | Red Bull-TAG Heuer   | 97   |
| 4.  | Kimi Räikkönen   | 67   | 4.  | Force India-Mercedes | 53   |
| 5.  | Daniel Ricciardo | 52   | 5.  | Toro Rosso-Renault   | 29   |
| 6.  | Max Verstappen   | 45   | 6.  | Williams-Mercedes    | 20   |
| 7.  | Sergio Pérez     | 34   | 7.  | Renault              | 14   |
| 8.  | Carlos Sainz Jr. | 25   | 8.  | Haas-Ferrari         | 14   |
| 9.  | Felipe Massa     | 20   | 9.  | Sauber-Ferrari       | 4    |
| 10. | Esteban Ocon     | 19   | 10. | McLaren-Honda        | 0    |

(A teljes táblázat)

## Statisztikák
- Vezető helyen:
  - Kimi Räikkönen: 33 kör (1-33)
  - Sebastian Vettel: 45 kör (34-78)
- Kimi Räikkönen 17. pole-pozíciója, a 2008-as francia nagydíj óta a finn pilóta első pole-pozíciója.
- Sebastian Vettel 45. futamgyőzelme.
- Sergio Pérez 4. versenyben futott leggyorsabb köre.
- A Ferrari 228. futamgyőzelme, 2001 óta a csapat első sikere a monacói nagydíjon.[9]
- Sebastian Vettel 92., Kimi Räikkönen 86., Daniel Ricciardo 20. dobogós helyezése.
- Jenson Button 306., egyben utolsó nagydíja.[10]